# Учасники гурту Megadeth
Megadeth — американський треш-метал гурт, утворений гітаристом та вокалістом Дейвом Мастейном (після того, як він був звільнений з гурту Metallica), бас-гітаристом Девідом Еллефсоном, гітаристом Ґреґом Гендевідтом та барабанником Діжоном Карратерсом в 1983 році. На початку 1984 року гурт випустив демозапис своїх пісень з новим барабанником Крісом МакКлюром, який замінив Карратерса. Незабаром МакКлюр поступився місцем Лі Раушу. В цей час гітарист гурту Slayer, Кері Кінґ, грав з Megadeth на концертах, поки йому не була знайдена постійна заміна. Цей склад був недовгим, і вже після кількох виступів Рауш був замінений на джаз/джаз-рок барабанника Гара Самуельсона, а другим гітаристом став Кріс Поланд. У 1985 році під час концертного туру в підтримку дебютного релізу Killing Is My Business... and Business Is Good! Поланд покинув гурт та тимчасово був замінений Майком Альбертом, але в жовтні того ж року Поланд повернувся незадовго до початку роботи над другим альбомом Peace Sells... But Who's Buying?. Після проблем, пов'язаних зі зловживанням алкоголю та наркотиків Мастейн звільнив Поланда та Самуельсона перед записом третього альбому So Far, So Good... So What!. Музикантів замінили Джефф Янґ та Чак Белер.
Протягом світового турне на підтримку So Far, So Good… So What! Мастейн звільнив Белера, а потім і Янґа. У липні 1989 року місце за барабанами зайняв Нік Менца. Після тривалих пошуків другого гітариста вибір зупинився на Марті Фрідмані, який офіційно увійшов до складу гурту у лютому 1990 року. Цей склад залишався незмінним майже вісім років, поки травма коліна не змусила Менцу покинути тур на час хірургічної операції. Його тимчасово (як здавалося спочатку) замінив Джимі Деґрасо. Однак під час фестивалю Ozzfest 1998 року Деґрасо увійшов до складу на постійній основі. Після випуску чергового альбому Risk, Megadeth відправилися в турне у вересні 1999 року, під час якого гурт покинув Фрідман, пославшись на «музичні розбіжності». В січні 2000 року заміною йому став гітарист Ел Пітрелі. На початку 2002 року Мастейн отримав кілька травм, в результаті чого оголосив про розпад гурту. Через майже рік відновлення Мастейн почав роботу над матеріалом, який повинен був увійти в його сольний альбом. У записі брали участь сесійні учасники: барабанник Вінні Колайута та бас-гітарист Джиммі Лі Слоас. Незабаром проєкт призупинився і Мастейн зайнявся мікшуванням та перевиданням перших восьми альбомів Megadeth під маркою лейблу Capitol Records.
В травні 2004 року Дейв Мастейн повернувся до недавно записаного матеріалу, призначеному для сольної творчості, щоб випустити його під маркою «Megadeth» через умови контракту з лейблом EMI. Було прийняте рішення про перестворення гурту. Мастейн запросив музикантів з «класичного» складу Megadeth, який утворився за часів запису альбому Rust in Peace. Менца погодився, а з Фрідманом та Еллефсоном згоди так і не було досягнуто. До написання гітарних соло-партій до альбому запрошується колишній учасник гурту Кріс Поланд. Незабаром розпочався світовий тур Megadeth з новими постійними учасниками: басистом Джеймсом Макдонау і гітаристом Гленом Дровером. Під час підготовки до турне Менца повторно розлучився з гуртом, оскільки не зміг набрати оптимальну фізичну форму для проведення повного турне по США. За п'ять днів до першого виступу він був замінений Шоном Дровером — братом Глена. У лютому 2006 року гурт покидає Макдонау через «особисті розбіжності». Йому на заміну прийшов Джеймс Ломенцо. Два роки потому на місце другого гітариста прийшов Кріс Бродерік, який замінив Ґлена Дровера, що вирішив зосередитися на своїй родині.
8 лютого 2010 року було оголошено, що басист оригінального складу Девід Еллефсон повертається в гурт, замінюючи Джеймса Ломенцо.

## Учасники

### Нинішні
| Фото          | Ім'я           | Роки                                                | Інструменти                   | Участь в релізах                                                                           |
| ------------- | -------------- | --------------------------------------------------- | ----------------------------- | ------------------------------------------------------------------------------------------ |
| Дейв Мастейн  | Дейв Мастейн   | з 1983 року                                         | гітара, вокал, фортепіано     | Всі релізи Megadeth                                                                        |
|               | Джеймс Ломенцо | 2006–2010, з 2022 (2021–2022 як концертний учасник) | бас-гітара, бек-вокал         | United Abominations (2007), Endgame (2009) та Blood in the Water: Live in San Diego (2010) |
| Кіко Лоурейро | Кіко Лоурейро  | з 2015 року                                         | гітара, бек-вокал, фортепіано | Dystopia (2016)                                                                            |
|               | Дірк Вербурен  | з 2016 року                                         | ударні, перкусія              | на сьогоднішний день немає                                                                 |

### Колишні
| Фото | Ім'я            | Роки                   | Інструменти           | Участь у релізах |
| ---- | --------------- | ---------------------- | --------------------- | --- |
|      | Девід Елефсон   | 1983–2002 2010–2021    | бас-гітара, бек-вокал | Всі релізи Megadeth, починаючи з альбому Killing Is My Business... and Business Is Good! (1985) до Rude Awakening (2002), з Rust in Peace Live (2010) до Dystopia (2016) |
|      | Кері Кінґ       | 1984                   | гітара                | немає |
|      | Ґреґ Гендевідт  | 1983                   | гітара                | немає |
|      | Діжон Каратерс  | 1983                   | барабани, перкусія    | немає |
|      | Лі Рауш         | 1984                   | барабани, перкусія    | немає |
|      | Ґар Самуельсон  | 1984–1987              | барабани, перкусія    | Killing Is My Business… and Business Is Good ]! (1985) та Peace Sells... But Who's Buying? (1986)                                                                        |
|      | Кріс Поланд     | 1984–85, 1985–87, 2004 | гітара                | Killing Is My Business… and Business Is Good ]! (1985), Peace Sells… but Who's Buying? (1986) та The System Has Failed (2004)                                            |
|      | Майк Альберт    | 1985                   | гітара                | немає |
|      | Чак Белер       | 1987–1989              | барабани, перкусія    | So Far, So Good... So What! (1988) |
|      | Джей Рейнольдс  | 1987                   | гітара                | немає |
|      | Джеф Янґ        | 1987–1989              | гітара                | So Far, So Good… So What! (1988) |
|      | Нік Менца       | 1989–1998, 2004        | барабани, перкусія    | Всі релізи Megadeth, починаючи з альбому Rust in Peace (1990), до Cryptic Writings (1997)                                                                                |
|      | Марті Фрідман   | 1990–2000              | гітара                | Всі релізи Megadeth, починаючи з альбому Rust in Peace (1990), до Risk (1999)                                                                                            |
|      | Джимі Деґрасо   | 1998–2002              | барабани, перкусія    | Risk (1999), The World Needs a Hero (2001) та Rude Awakening (2002) |
|      | Ел Пітрелі      | 2000–2002              | гітара                | The World Needs a Hero (2001) і Rude Awakening (2002) |
|      | Віні Колайута   | 2004                   | барабани, перкусія    | The System Has Failed (2004) |
|      | Джимі Лі Слоас  | 2004                   | бас-гітара            | The System Has Failed (2004) |
|      | Джеймс Макдонау | 2004–2006              | бас-гітара            | That One Night: Live in Buenos Aires (2007) |
|      | Ґлен Дровер     | 2004–2008              | гітара                | That One Night: Live in Buenos Aires (2007) та United Abominations (2007)                                                                                                |
|      | Шон Дровер      | 2004–2014              | ударні                | Всі релізи Megadeth, починаючи з альбому Gigantour (2006) до Countdown to Extinction: Live (2013)                                                                        |
|      | Кріс Бродерік   | 2008–2014              | гітара, бек-вокал     | Всі релізи Megadeth, починаючи з альбому Endgame (2009) до Countdown to Extinction: Live (2013)                                                                          |